# Йоре, Антон
Антонин (Антон) Йоре (встречается также вариант Антониус Йоор) (нидерл. Anton Joore, 31 декабря 1954 года, Рамсдонксвер, провинция Северный Брабант) — нидерландский футболист и тренер.

## Карьера
В качестве футболиста выступал на позиции защитника. Практически всю свою карьеру провел в середняках Высшего дивизиона «НАК Бреда» и «Валвейк». В качестве тренера, в основном, работал с юношескими командами. В разное время специалист возглавлял юниорскую сборную Катара и молодежные сборные Казахстана и Латвии Также наставник руководил рядом клубов с постсоветского пространства.
С 2016 по 2018 год Йоре ассистировал Тронду Фредриксену в норвежском «Олесунне»

## Достижения

### Футболиста
- Первый дивизион Нидерландов (1): 1987/88.

### Тренера
- Обладатель Кубка Казахстана (1): 2006.